# Tibicina haematodes
Espèce
Tibicina haematodes, la cigale rouge, est une espèce d'insectes hémiptères de la famille des Cicadidae (cigales), de la sous-famille des Tibicininae ou des Cicadinae selon les classifications. 
Leur nom commun et d'espèce tient au fait que les nervures de l'aile antérieure sont brun-rouge.